# Internationale Luchthaven Manas
Internationale Luchthaven Manas (Kirgizisch: Манас эл аралык аэропорту, Manas el aralık aeroportu; Russisch: Международный Аэропорт Манас, Mezhdunarodnyi Aeroport Manas) is de belangrijkste internationale luchthaven van Kirgizië. De luchthaven ligt 25 km ten noordwesten van de hoofdstad Bisjkek. Manas is de thuisbasis van Air Kyrgyzstan en Air Manas.
De IATA-code FRU is afgeleid van Froense (Frunse), de naam die de stad Bisjkek had van 1926 tot 1991. De naam van de luchthaven is afkomstig van het gedicht Manas.

## Geschiedenis
De luchthaven is in oktober 1974 in gebruik genomen ter vervanging van een andere luchthaven ten zuiden van Bisjkek. Na de onafhankelijkheid van Kirgizië van de Sovjet-Unie raakte de luchthaven in verval. Van december 2001 tot juni 2014 was een Amerikaanse luchtmachtbasis gevestigd op de luchthaven ten behoeve van de operatie Enduring Freedom in Afghanistan. In die tijd is de luchthaven gerenoveerd en vergroot. 

## Ongelukken
- Iran Aseman Airlines-vlucht 6895, uitgevoerd met een Boeing 737-200 door Itek Air, stortte op 24 augustus 2008 vlak na het opstijgen vanaf de luchthaven Manas neer. Hierbij kwamen 68 van de 90 inzittenden om.
- Op 16 januari 2017 stortte bij een landingspoging Turkish Airlines-vlucht 6941, die namens Turkish Airlines uitgevoerd werd door ACT Airlines, nabij de luchthaven neer op een dorp. De vier bemanningsleden van de Boeing 747-400F en 35 mensen in het dorp werden gedood.[1]